# Kickapoo Site 6
Kickapoo Site 6 – jednostka osadnicza w Stanach Zjednoczonych, w stanie Kansas, w hrabstwie Brown.